# Pablo Soto Solís
Pablo Exequiel Soto Solís (Santiago, 5 de enero de 1995) es un futbolista profesional chileno que se desempeña en la posición de delantero,

## Trayectoria
Se inició en el Club de Fútbol Universidad de Los Lagos, en el fútbol amateur de Puerto Montt.[cita requerida] Tras lo cual fichó por Colo Colo en sus divisiones menores, hasta alcanzar su debut en el primer equipo del elenco albo.
Debutó en Colo-Colo dirigido por Hugo González el 12 de mayo de 2013 ante O'Higgins.
En  Deportes Puerto Montt realiza su debut ante Unión San Felipe en la primera fecha de la temporada 2015-2016 de la primera B, el 25 de julio de 2015.[cita requerida] El equipo logra clasificar al cuadrangular final, eliminando a Iberia y perdiendo en la final con Everton, obteniendo un segundo lugar a un paso de subir a Primera división.[cita requerida]
Para la temporada 2018-19 tiene un paso por Arturo Fernández Vial donde forma parte del equipo titular.[cita requerida]
En su retorno al club  Deportes Puerto Montt no tiene la continuidad esperada, ocurre una grave lesión de rodilla que lo mantuvo fuera por 8 meses, luego de su recuperación y vuelta al fútbol disputa 3 partidos del campeonato en curso donde no logró convencer al  técnico Jorge Aravena.[cita requerida]
A fines de mayo de 2022 es oficializado como refuerzo para la segunda parte de la Primera B en el club  Deportes Puerto Montt. Clasifican a la liguilla de ascenso donde avanzan a segunda fase y quedan eliminados antes Deportes Copiapó quien terminaría ascendiendo.

## Estadísticas
| Club                          | Div.                | Temporada           | Liga  | Liga  | Copas nacionales | Copas nacionales | Torneos internacionales | Torneos internacionales | Total | Total |
| Club                          | Div.                | Temporada           | Part. | Goles | Part.            | Goles            | Part.                   | Goles                   | Part. | Goles |
| ----------------------------- | ------------------- | ------------------- | ----- | ----- | ---------------- | ---------------- | ----------------------- | ----------------------- | ----- | ----- |
| Colo-Colo · Chile             | 1.ª                 | 2013                | 1     | 0     | —                | —                | —                       | —                       | 1     | 0     |
| Colo-Colo · Chile             | Total club          | Total club          | 1     | 0     | 0                | 0                | 0                       | 0                       | 1     | 0     |
| Colo-Colo B · Chile           | 3.ª                 | 2013                | 4     | 0     | —                | —                | —                       | —                       | 4     | 0     |
| Colo-Colo B · Chile           | 3.ª                 | 2013-14             | 6     | 0     | —                | —                | —                       | —                       | 6     | 0     |
| Colo-Colo B · Chile           | Total club          | Total club          | 10    | 0     | 0                | 0                | 0                       | 0                       | 10    | 0     |
| Deportes Puerto Montt · Chile | 2.ª                 | 2015-16             | 21    | 3     | 4                | 2                | —                       | —                       | 25    | 5     |
| Deportes Puerto Montt · Chile | 2.ª                 | 2016-17             | 18    | 1     | 2                | 0                | —                       | —                       | 20    | 1     |
| Deportes Puerto Montt · Chile | 2.ª                 | 2017                | 13    | 0     | 2                | 0                | —                       | —                       | 15    | 0     |
| Deportes Puerto Montt · Chile | 2.ª                 | 2018                | 5     | 0     | 2                | 0                | —                       | —                       | 7     | 0     |
| Arturo Fernández Vial · Chile | 3.ª                 | 2018                | 3     | 1     | —                | —                | —                       | —                       | 3     | 1     |
| Arturo Fernández Vial · Chile | 3.ª                 | 2019                | 15    | 0     | 1                | 0                | —                       | —                       | 16    | 0     |
| Arturo Fernández Vial · Chile | Total club          | Total club          | 18    | 1     | 1                | 0                | 0                       | 0                       | 19    | 1     |
| Deportes Puerto Montt · Chile | 2.ª                 | 2020                | 3     | 0     | —                | —                | —                       | —                       | 3     | 0     |
| Deportes Puerto Montt · Chile | 2.ª                 | 2021                | —     | —     | —                | —                | —                       | —                       | 0     | 0     |
| Deportes Puerto Montt · Chile | 2.ª                 | 2022                | 18    | 1     | 1                | 0                | —                       | —                       | 19    | 1     |
| Deportes Puerto Montt · Chile | 2.ª                 | 2023                | 11    | 0     | 1                | 1                | —                       | —                       | 12    | 1     |
| Deportes Puerto Montt · Chile | Total club          | Total club          | 90    | 5     | 12               | 3                | 0                       | 0                       | 102   | 8     |
| Total en su carrera           | Total en su carrera | Total en su carrera | 119   | 6     | 13               | 3                | 0                       | 0                       | 132   | 9     |
| 1. 2.                         |                     |                     |       |       |                  |                  |                         |                         |       |       |